# Woody goguenarde
Pour les articles homonymes, voir Birds of a Feather.
Pour plus de détails, voir Fiche technique et Distribution.
Woody goguenard (Birds of a Feather) est un court métrage d'animation américain de la série des Silly Symphonies réalisé par Burt Gillett, pour Columbia Pictures, sorti le 3 février ou le 10 février 1931.

## Synopsis
Dans ce film, plusieurs groupes d'oiseaux se succèdent le long d'une mélodie. Quatre cygnes dont un noir, nagent le long d'une rivière, un paon fait la roue alors que des canards passant par là se moquent. Dans un arbre, un groupe d'oiseaux au plumage assorti émet une note stridente tandis qu'un pic-vert chasse une chenille et un trio de hiboux chante. Au pied de l'arbre, une poule poursuit un ver ignorant sa couvée au profit d'un aigle effectuant des cercles dans le ciel. Ce dernier capture un poussin mais les corbeaux l'attaquent en escadron.

## Fiche technique
- Titre original : Birds of a Feather
- Autres Titres :
  -  France : Woody goguenard
- Série : Silly Symphonies
- Réalisateur : Burt Gillett
- Producteur : Walt Disney
- Animateurs[1] : Johnny Cannon (scène du pic-vert), Les Clark (cygnes), Norm Ferguson (paon, hiboux), David Hand (oiseaux dans l'arbre), Dick Lundy (oiseaux lyres), Ben Sharpsteen (corbeaux), Tom Palmer (corbeaux), Jack King (mère poule), Frenchy de Trémaudan (aigle), Jack Cutting (corbeaux en formation)
- Décors : Emil Florea, Carlos Manriquez
- Distributeur : Columbia Pictures
- Date de sortie :
  - Livraison: 23 janvier 1931[1]
  - Annoncée : 3 février 1931[1],[2]
  - Dépôt de copyright : 10 février 1931[1]
- Format d'image : noir et blanc
- Son : Mono (Cinephone)
- Durée : 7 min 46 s
- Musique originale : Bert Lewis
- Langue : (en)
- Pays :  États-Unis

## Commentaires
Le titre original du film Birds of a Feather provient d'une phrase des contes de ma mère l'oie :
« Birds of a feather flock together
And so will pigs and swine »
D'après Russel Merritt & J.B. Kaufman, le film aurait été annoncé pour le 3 février, date prise par Dave Smith, comme date officielle de sortie mais IMDb prend la date de dépôt de copyright comme date de sortie.
Ce film est la première Silly Symphony à avoir été adaptée en BD, en mars 1934.